# Умару, Сейни
Сейни Умару (фр. Seyni Oumarou; род. 9 августа 1950, Тиллабери, Нигер) — нигерский политик, бывший премьер-министр Нигера с 7 июня 2007 по 23 сентября 2009 года, член партии Национальное движение за общественное развитие, вице-председатель Национального политического бюро этой партии.
Принадлежит к народности джерма. В апреле 1999 года стал министром торговли и промышленности в правительстве переходного военного режима Дауды Малама Ванке. Сохранив этот пост в сформированном Хамой Амаду в начале 2000 года правительстве, он затем занимал различные министерские посты, в конце 2004 года став государственным министром развития и третьим лицом в правительстве. В 2007 году после того, как правительство Амаду получило вотум недоверия в Национальной ассамблее, президент Танджа Мамаду поручил Умару сформировать новое правительство, которому удалось, несмотря на протесты оппозиции против кандидатуры Умару, как тесно связанного с запятнавшим себя коррупционным скандалом Амаду, получить вотум доверия.
В июле 2010 года после военного переворота арестован по обвинению в хищении, но вскоре освобождён. В 2011 году выдвинут от «Национального движения за общественное развитие» на пост президента страны и вышел во второй тур, где проиграл Махамаду Иссуфу и стал лидером оппозиции. В 2016 году вновь баллотировался на пост президента, но занял третье место, проиграв Иссуфу и Хаме Амаду. Поначалу поддержал Амаду, призвавшего к бойкоту второго тура, однако чуть позже перешёл на сторону переизбранного Иссуфу, в результате чего в октябре того же года представители НДОР вошли в правительство страны, а сам Умару был назначен «представителем президента».
1. ↑  https://www.cameroon-info.net/article/cameroun-municipales-2020-voici-la-liste-de-tous-les-candidats-retenus-par-elecam-356976.html